# Beaulieu (Górna Loara)
Beaulieu – miejscowość i gmina we Francji, w regionie Owernia-Rodan-Alpy, w departamencie Górna Loara.
Według danych na rok 1990 gminę zamieszkiwało 836 osób, a gęstość zaludnienia wynosiła 38 osób/km² (wśród 1310 gmin Owernii Beaulieu plasuje się na 270. miejscu pod względem liczby ludności, natomiast pod względem powierzchni na miejscu 389.).